# Felix von Wimpffen (General)

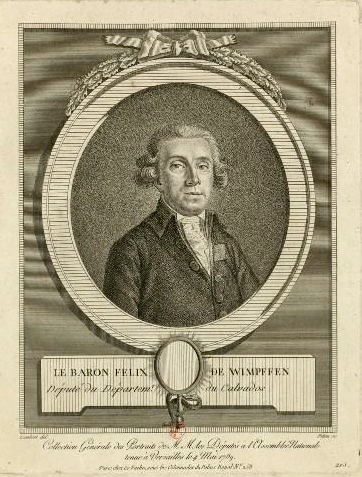
Felix von Wimpffen

Freiherr Felix von Wimpffen (* 5. November 1744 in Minfeld; † 23. Februar 1814 in Bayeux) aus dem Adelsgeschlecht von Wimpffen war ein französischer Revolutionsgeneral.

## Leben
Felix von Wimpffen war der jüngste Sohn aus der Ehe des pfalz-zweibrückischen Oberamtmanns zu Guttenberg Johann Georg von Wimpffen mit Dorothée de Fouquerolles. Wie mehrere seiner Brüder trat er in französische Militärdienste. Er wurde frühzeitig Fähnrich beim Régiment de Royal Deux-Ponts, dann Capitaine im Régiment de La Marck. 1769 befehligte er ein Freikorps in Korsika gegen Paoli, wurde zum Oberstleutnant befördert und kommandierte dann das Régiment de Bouillon, mit dem er sich 1782 bei der Belagerung von Gibraltar auszeichnete. Nach dem Frieden zog er sich auf ein Gut in der Normandie zurück. In diesem Landstrich wurde er 1789 zum Deputierten des Adels in die Versammlung der Reichsstände gewählt, in der er sich als einer der ersten dem dritten Stand anschloss und den Protest gegen die Mehrheit des Adels verfasste, der vom dritten Stand getrennt bleiben wollte. Dieser Schritt führte ihn in die Reihen der Revolutionäre, doch blieb er stets gemäßigt, und sein Vorschlag, eine demokratische Monarchie zu errichten, wurde allgemein als Ironie betrachtet. Er war Mitglied des militärischen und des Pensionskomitees und hatte Anteil an der Veröffentlichung des roten Buchs, aber er widersetzte sich der gänzlichen Unterdrückung des Adels, obgleich er für die Aufhebung von dessen Privilegien stimmte.
1792 trat Wimpffen als Général de brigade wieder in die Armee ein und verteidigte im September dieses Jahres Thionville gegen die Preußen. Nach Aufhebung der Belagerung wurde ihm das Kriegsministerium angetragen, das er aber ausschlug und dafür das Kommando der Küstenarmee bei Cherbourg erhielt. Nach dem Sturz der Girondisten am 31. Mai 1793 erklärte er sich gegen den Konvent, verhaftete dessen Deputierte in Caen und rief die nördlichen Départements zu den Waffen. Er hatte jedoch wenig Erfolg, wurde bei Vernon geschlagen und flüchtete nach England. 1799 kehrte er zurück und erhielt vom Ersten Konsul ein Kommando als Général de division. Später wurde er Direktor der kaiserlichen Gestüte, in welcher Stellung er bis zu seinem 1814 im Alter von 69 Jahren erfolgten Tod verblieb. Er war mit Therese geb. Bayeule de St. Germain verheiratet gewesen und hatte u. a. das Werk Manuel de Xépholius (Paris 1788, anonym) verfasst.